# Lessen (Henegouwen)
Lessen (Frans: Lessines) is een stad in de Belgische provincie Henegouwen. Lessen telt ruim 18.000 inwoners. De stad is gelegen aan de Dender, tussen Aat en Geraardsbergen en ongeveer 38 kilometer ten zuidwesten van Brussel. Naast Frans wordt er ook Picardisch gesproken.
Lessen is befaamd om haar porfiergroeven: men ontgint er de vulkanische gesteenten die ontstonden tijdens de Caledonische plooiing. Verder heeft Lessen als toeristische bezienswaardigheden onder meer het Gasthuis Onze-Lieve-Vrouw met de Roos (Frans: Hôpital Notre-Dame à la Rose), dat tot een paar decennia geleden als ziekenhuis in gebruik was en, nu ingericht als museum, een mooi beeld geeft van de verschillende genees- en verzorgingswijzen door de eeuwen heen.

## Kernen

### Deelgemeenten
| # | Naam       | Opp. (km²) | Inwoners (2020) | Inwoners per km² | NIS-code |
| - | ---------- | ---------- | --------------- | ---------------- | -------- |
| 1 | Lessen     | 10,51      | 8.588           | 817              | 51069A   |
| 2 | Twee-Akren | 15,29      | 3.860           | 252              | 51069B   |
| 3 | Lessenbos  | 9,39       | 1.652           | 176              | 51069C   |
| 4 | Woelingen  | 9,01       | 1.590           | 126              | 51069D   |
| 5 | Papegem    | 8,51       | 733             | 86               | 51069E   |
| 6 | Ogy        | 8,51       | 733             | 86               | 51069F   |
| 7 | Ghoy       | 9,79       | 1.039           | 106              | 51069G   |

### Kaart

Lessen, deelgemeenten en buurgemeenten met bebouwde kernen in het geel

| #    | Naam       |
| ---- | ---------- |
| I    | Lessen     |
| II   | Papegem    |
| III  | Wannebecq  |
| IV   | Ogy        |
| V    | Ghoy       |
| VI   | Twee-Akren |
| VII  | Lessenbos  |
| VIII | Woelingen  |

### Aangrenzende gemeenten
De gemeente Lessen grenst aan de volgende gemeenten en dorpen:
| - a. Zullik (gemeente Opzullik) - b. Hellebecq (gemeente Opzullik) - c. Gellingen (stad Aat) - d. Meslin-l'Évêque (stad Aat) - e. Isières (stad Aat) - f. Rebaix (stad Aat) - g. Ostiches (stad Aat) - h. Lahamaide (gemeente Elzele) |

| - i. Wodecq (gemeente Elzele) - j. Vloesberg (gemeente Vloesberg) - k. Everbeek (gemeente Brakel) - l. Zarlardinge (stad Geraardsbergen) - m. Overboelare (stad Geraardsbergen) - n. Moerbeke (stad Geraardsbergen) - o. Viane (stad Geraardsbergen) - p. Bever (gemeente Bever) |

## Bezienswaardigheden
- De Sint-Pieterskerk (Église Saint-Pierre) die in 1940 door oorlogsgeweld verwoest werd en in 1951 herbouwd. Hij bevat romaanse delen (eind 12e eeuw) die echter zwaar beschadigd werden. Het vroeggotisch koor van 1356 bleef vrijwel onbeschadigd.
- Enkele restanten van de 13e-eeuwse stadsmuur.
- Het Gasthuis Onze-Lieve-Vrouw met de Roos, met renaissancegevel van 1634.
- Het neogotisch stadhuis van 1889.

## Natuur en landschap
Lessen ligt aan de Dender. Ten noorden van Lessen mondt de Tordoir in de Dender uit. De hoogte van Lessen bedraagt 27 meter. Ten oosten van lessen liggen belangrijke steengroeven, waar kalksteen en porfier wordt gewonnen. De Carrière de l'Hermitage heeft bovendien een merkwaardige rotswoning. Verder naar het oosten vindt men het Akrenbos en het Bois Bara. De hoogte loopt op tot 68 meter.

## Galerij

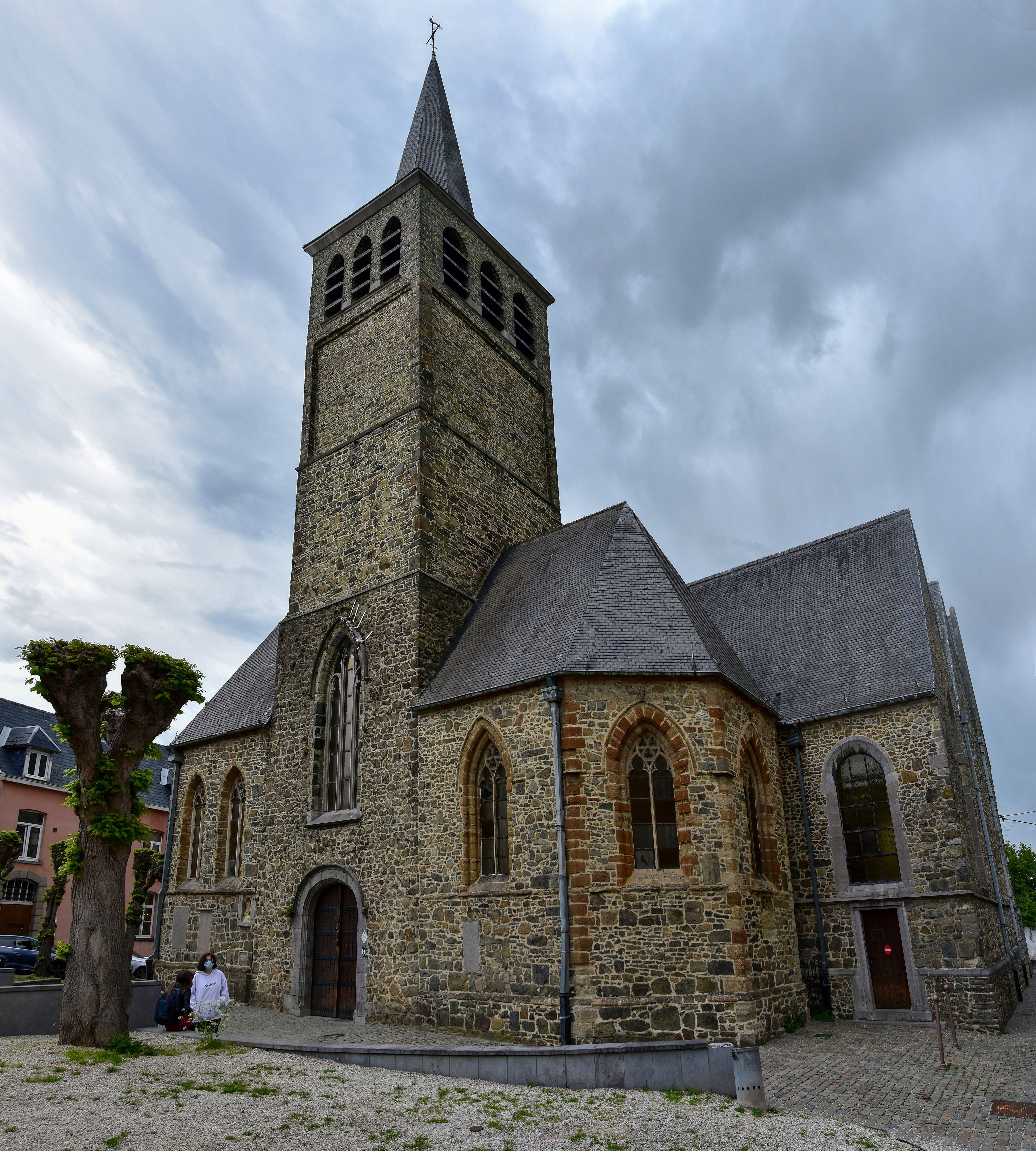
Sint-Pieterskerk
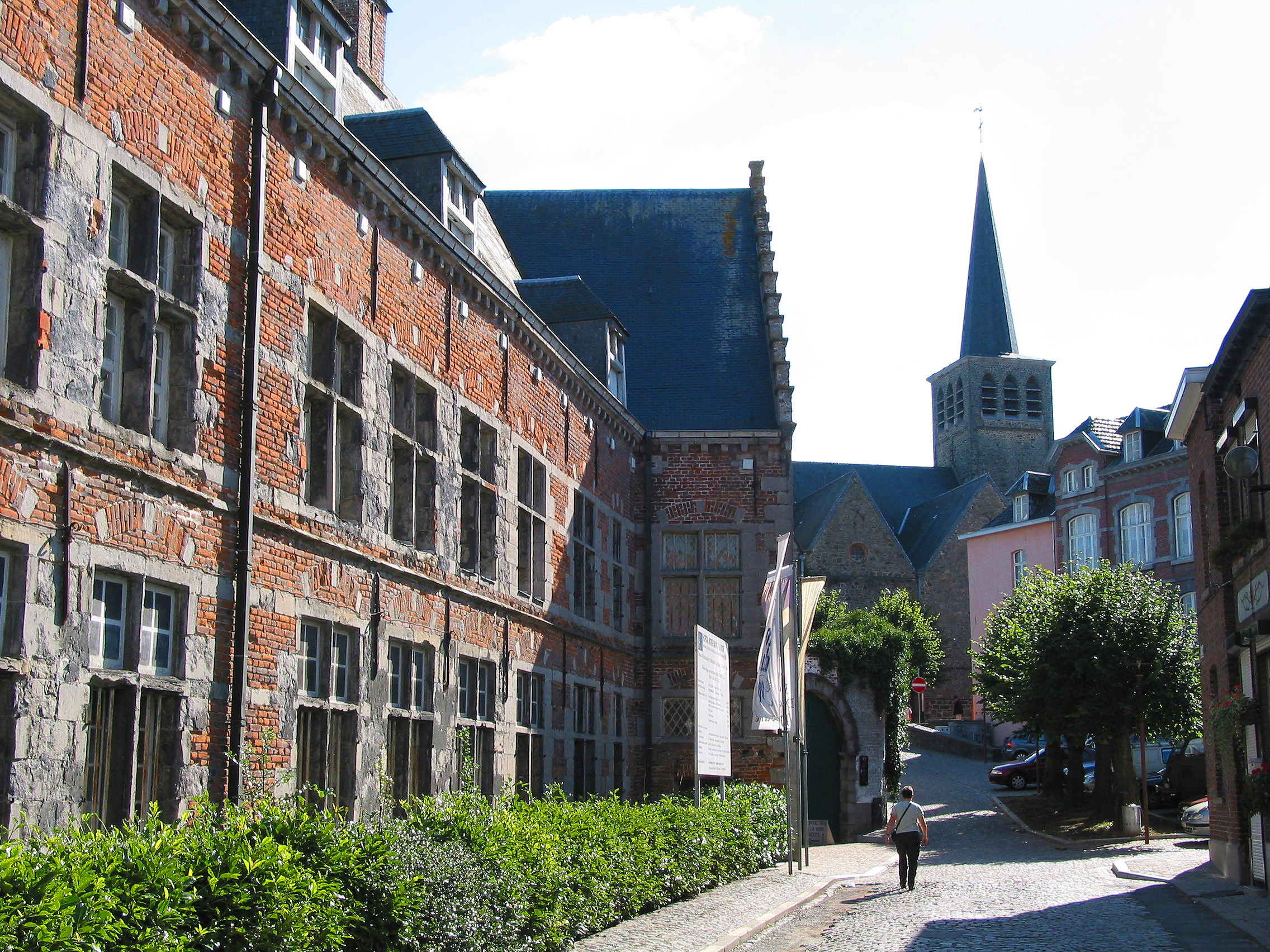
Gasthuis Onze-Lieve-Vrouw met de Roos
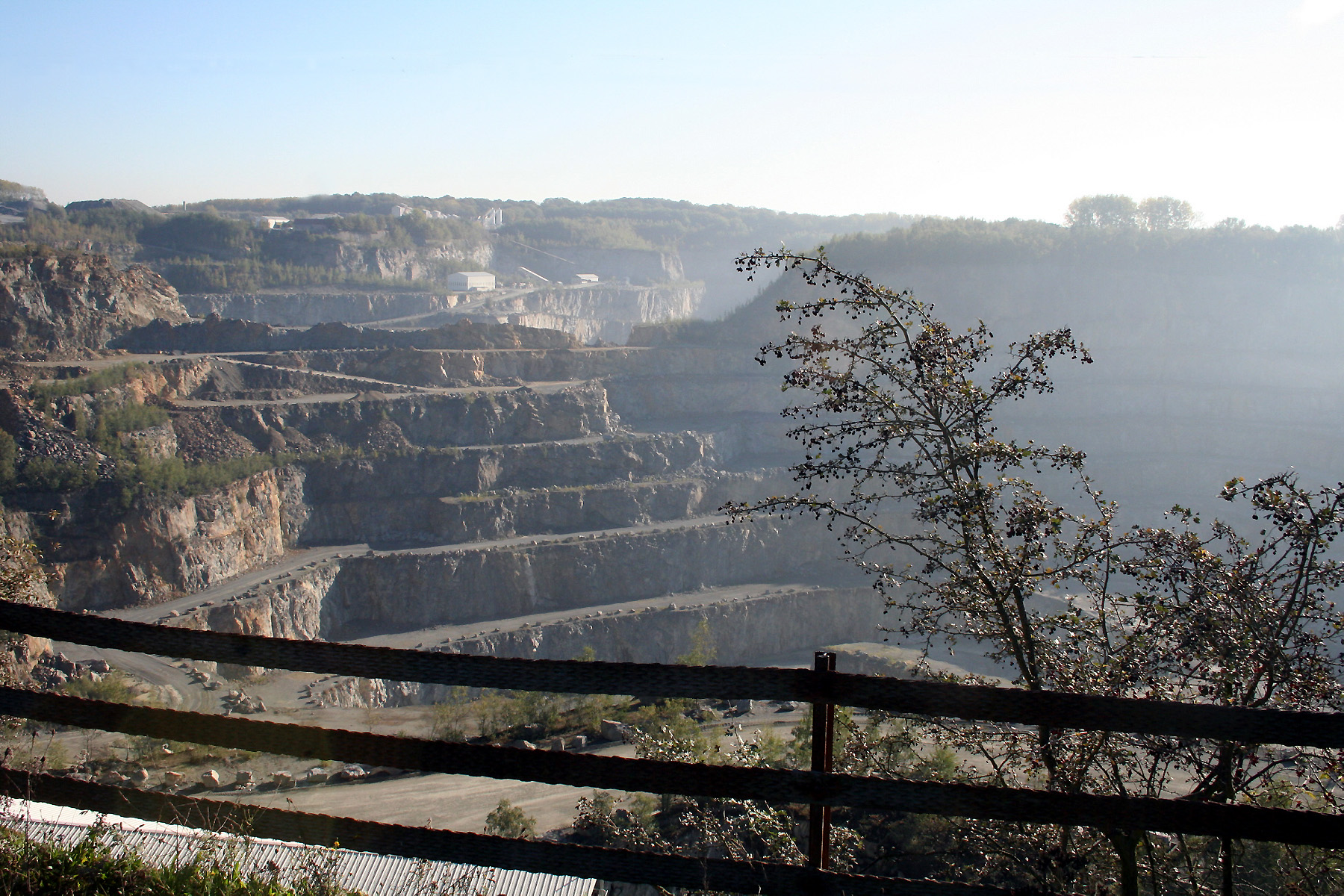
Porfiergroeve in Lessen

## Demografische ontwikkeling

### Demografische ontwikkeling voor de fusie
- Bron:NIS - Opm:1831 t/m 1970=volkstellingen; 1976= inwoneraantal op 31 december

### Demografische ontwikkeling van de fusiegemeente
Alle historische gegevens hebben betrekking op de huidige gemeente, inclusief deelgemeenten, zoals ontstaan na de fusie van 1 januari 1977.
- Bronnen:NIS, Opm:1831 tot en met 1981=volkstellingen; 1990 en later= inwonertal op 1 januari

| Inwoners van jaar tot jaar op 1 januari 1992 tot heden | Inwoners van jaar tot jaar op 1 januari 1992 tot heden | Inwoners van jaar tot jaar op 1 januari 1992 tot heden |
| jaar                                                   | Aantal                                                 | Evolutie: 1992=index 100                               |
| ------------------------------------------------------ | ------------------------------------------------------ | ------------------------------------------------------ |
| 1992                                                   | 16.173                                                 | 100,0                                                  |
| 1993                                                   | 16.298                                                 | 100,8                                                  |
| 1994                                                   | 16.332                                                 | 101,0                                                  |
| 1995                                                   | 16.436                                                 | 101,6                                                  |
| 1996                                                   | 16.593                                                 | 102,6                                                  |
| 1997                                                   | 16.692                                                 | 103,2                                                  |
| 1998                                                   | 16.888                                                 | 104,4                                                  |
| 1999                                                   | 17.020                                                 | 105,2                                                  |
| 2000                                                   | 17.178                                                 | 106,2                                                  |
| 2001                                                   | 17.352                                                 | 107,3                                                  |
| 2002                                                   | 17.340                                                 | 107,2                                                  |
| 2003                                                   | 17.459                                                 | 108,0                                                  |
| 2004                                                   | 17.655                                                 | 109,2                                                  |
| 2005                                                   | 17.679                                                 | 109,3                                                  |
| 2006                                                   | 17.848                                                 | 110,4                                                  |
| 2007                                                   | 18.025                                                 | 111,5                                                  |
| 2008                                                   | 18.148                                                 | 112,2                                                  |
| 2009                                                   | 18.231                                                 | 112,7                                                  |
| 2010                                                   | 18.346                                                 | 113,4                                                  |
| 2011                                                   | 18.399                                                 | 113,8                                                  |
| 2012                                                   | 18.377                                                 | 113,6                                                  |
| 2013                                                   | 18.471                                                 | 114,2                                                  |
| 2014                                                   | 18.520                                                 | 114,5                                                  |
| 2015                                                   | 18.564                                                 | 114,8                                                  |
| 2016                                                   | 18.610                                                 | 115,1                                                  |
| 2017                                                   | 18.580                                                 | 114,9                                                  |
| 2018                                                   | 18.552                                                 | 114,7                                                  |
| 2019                                                   | 18.656                                                 | 115,4                                                  |
| 2020                                                   | 18.746                                                 | 115,9                                                  |
| 2021                                                   | 18.682                                                 | 115,5                                                  |
| 2022                                                   | 18.780                                                 | 116,1                                                  |
| 2023                                                   | 18.865                                                 | 116,6                                                  |
| 2024                                                   | 18.735                                                 | 115,8                                                  |
| 2025                                                   | 18.853                                                 | 116,6                                                  |

## Folklore
Sinds 1983 wordt elke eerste weekend van september Le Festin 1583 georganiseerd in Lessen. Deze renaissancefeesten (Les Fêtes Historiques du Festin 1583) met historische optocht en levende geschiedenis herdenken de overwinning op 26 augustus 1583 (Tachtigjarige Oorlog) van een Lessense burgermilitie (onder leiding van kapitein Sébastien de Tramasure) op een leger protestantse Engelsen en Hollanders (Lessen was in 1578 ook al belegerd door Gentse protestanten). Le Festin 1583 bestaat uit een ambachtenmarkt (Franche-Foire), de Blijde Intrede (Joyeuse Entrée) van aartshertog Matthias van Oostenrijk en een renaissancebanket (Festin de la Renaissance) op zaterdag. Op zondag volgt een tamboerronde (Réveil au Tambour), overbrenging van het Mariabeeld (Transfert de la Vierge) van de Notre-Dame de la Porte d'Ogy naar de dekenale kerk, hoogmis (Grand-messe), historische stoet en processie (Grand Cortège), de neerlegging van het zwaard (Remise de l'Epée) door Sébastien de la Tramasure aan de Notre-Dame de la Porte d'Ogy en een slotfeest (Ballet Final). Ter gelegenheid van Le Festin wordt het bier 'Tramasure' gebrouwen en een speciale taart ('Tarte Festin') gebakken. Oorspronkelijk werd Le Festin de eerste vier eeuwen na de overwinning georganiseerd als 'Jour de l'Asssaut' op de laatste woensdag van augustus.

## Sport
Lessen telt zo'n 32 sportclubs waaronder een judoclub en een duikclub.

## Politiek

### Resultaten gemeenteraadsverkiezingen sinds 1976
| Partij               | Partij                                      | 10-10-1976 | 10-10-1976 | 10-10-1982 | 10-10-1982 | 9-10-1988 | 9-10-1988 | 9-10-1994 | 9-10-1994 | 8-10-2000 | 8-10-2000 | 8-10-2006 | 8-10-2006 | 14-10-2012 | 14-10-2012 | 14-10-2018 | 14-10-2018 | 13-10-2024 | 13-10-2024 |
| Stemmen / Zetels     | Stemmen / Zetels                            | %          | 25         | %          | 25         | %         | 25        | %         | 25        | %         | 25        | %         | 25        | %          | 25         | %          | 25         | %          | 25         |
| -------------------- | ------------------------------------------- | ---------- | ---------- | ---------- | ---------- | --------- | --------- | --------- | --------- | --------- | --------- | --------- | --------- | ---------- | ---------- | ---------- | ---------- | ---------- | ---------- |
|                      | PS1 / PS-MC2                                | 60,641     | 16         | 58,691     | 16         | 57,111    | 16        | 46,41     | 13        | 361       | 10        | 30,481    | 9         | 33,01      | 9          | 26,232     | 8          | 26,141     | 8          |
|                      | PSC1 / Oser2 / Oser-cdh3/ Oser-Les Engagés4 | -          |            | -          |            | -         |           | 28,311    | 7         | 27,092    | 8         | 22,722    | 6         | 22,063     | 6          | 15,463     | 4          | 18,544     | 5          |
|                      | PRL1 / PRL-MCC2 / Ensemble3 / MR-Ensemble4  | -          |            | -          |            | 18,631    | 4         | 20,381    | 5         | 17,732    | 4         | 21,443    | 6         | 22,183     | 6          | 18,964     | 5          | 31,724     | 9          |
|                      | ECOLO1 / Ecolo-LibreA                       | -          |            | 5,121      | 0          | 4,771     | 0         | 4,921     | 0         | 8,621     | 1         | 7,031     | 1         | 16,33A     | 4          | 10,511     | 2          | 5,631      | 0          |
|                      | LIBRE1 / Ecolo-LibreA / SociaLibre2         | -          |            | -          |            | -         |           | -         |           | 10,561    | 2         | 13,581    | 3         | 16,33A     | 4          | 18,932     | 5          | 13,842     | 3          |
|                      | FDF1 / DéFI2                                | -          |            | -          |            | -         |           | -         |           | -         |           | -         |           | 3,841      | 0          | 5,512      | 1          | 4,122      | 0          |
|                      | RC                                          | 37,59      | 9          | 34,48      | 9          | 19,49     | 5         | -         |           | -         |           | -         |           | -          |            | -          |            | -          |            |
| Anderen(*)           | Anderen(*)                                  | 1,77       | 0          | 1,71       | 0          | -         |           | -         |           | -         |           | 4,74      | 0         | 2,59       | 0          | 4,41       | 0          | -          |            |
| Totaal stemmen       | Totaal stemmen                              | 12540      | 12540      | 12173      | 12173      | 11829     | 11829     | 11738     | 11738     | 11991     | 11991     | 12506     | 12506     | 12121      | 12121      | 12417      | 12417      | 12050      | 12050      |
| Opkomst %            | Opkomst %                                   |            |            |            |            | 94,59     | 94,59     | 92,93     | 92,93     | 92,05     | 92,05     | 92,27     | 92,27     | 87,42      | 87,42      | 88,40      | 88,40      | 85,01      | 85,01      |
| Blanco en ongeldig % | Blanco en ongeldig %                        | 3,29       | 3,29       | 4,62       | 4,62       | 5,5       | 5,5       | 5,2       | 5,2       | 7,83      | 7,83      | 7,32      | 7,32      | 8,66       | 8,66       | 9,45       | 9,45       | 9,02       | 9,02       |

(*) 1976: PCB (1,77%) / 1982: PCB (1,71%) / 2006: LEA! (2,57%), PPI (2,17%) / 2012: IC-RL (0,74%), L. EN W. (1,85%) / 2018: Parti Populaire (4,41%)
De gevormde meerderheidscoalitie wordt vet aangegeven. De grootste partij is in kleur.

### Lijst van burgemeesters
- (1617) Jacques Desfarvacques[9]
- (XVIIe-XVIIIe eeuw) Antoine de Tramasure, "mayeur"[10]
- (1745) Dumont[11]
- (XVIIIe eeuw, ergens tussen 1745 en 1756) Jean Lepage, "bourgmaitre"[12][11]
- (1781) François Dumortier[11]
- 1801-1816 César-Joseph Tacquenier[13]
- 1817-1841 Joseph Braconnier[11]
- (1846) Désiré M(a)incq[11][14]
- 1858-1884 Philippe Tacquenier ("maître de carrière", Liberale Partij)[15]
- (1887) Hivens[16]
- (1896-) Alphonse Vandevelde (Katholieke Partij
- 1929-1953 Emile Schevenels (BSP)
- 1958-1994 Fernand Delmotte (BSP, dan PS)
- 1995-2000 Charles Eeckhaut (PS)
- 2001-2006 André Masure (Libre)
- 2007-2012 Jean-Marie Degauque (PS)
- 2012-2024 Pascal De Handschutter (PS)
- 2024-heden Antoine Motte (MR)

## Geboren te Lessen
- Julia Frezin (1870-1950), kunstenaar
- Jef Tinel (1885 - 1972), musicus
- Pierre Groult (1895-1968), taalkundige
- René Magritte (1898-1967), surrealistisch kunstschilder
- Marie-Louise Verwée (1906-2010), schilderes
- Gus Viseur (1915-1974), accordeonist
- Raoul Vaneigem (1934), kunstenaar, auteur en filosoof
- Jean-Claude Drouot (1938), acteur
- Lou Deprijck (1946-2023), zanger, componist en performer
- Claude Criquielion (1958-2015), wielrenner

## Nabijgelegen kernen
Twee-Akren, Lessenbos, Woelingen,  Papegem, Wannebecq, Ogy, Ghoy